# Правда о баптистах (книга)
"Правда о баптистах" — книга В. Г. Павлова, впервые опубликованная в журнале «Баптист» № 41-47, 1911 года. Сам автор охарактеризовал её как «Очерк истории, церковного устройства и принципов баптистских общин».

## Цель написания

В. Г. Павлов

По словам автора, целью написания книги стало противостояние «антисектантской пропаганде»: «Настоящим очерком мы желали бы познакомить наших слушателей с историей баптистов с первых времён христианства и до наших дней, как за границей, так и в России, с устройством их общин и учением, чтобы наши читатели могли иметь ясное представление о баптистах и не верили нелепым утверждениям, которые часто распространяются о них как о какой-то социалистической секте, угрожающей потрясти весь строй нашей гражданской жизни».

## Название
Название книги, по-видимому, обусловлено её антипропагандистским содержанием. Кроме того, автор, вероятно, хотел создать аллюзию на брошюру Л. З. Кунцевича «В чём ложь баптизма?»

## Содержание

### Характеристика баптизма
Несмотря на то, что Павлов был выходцем из молокан, он не акцентирует внимание на молоканских корнях русского баптизма, более того, приравнивает его к «мейнстриму» штундистов: «штундистское движение в своей массе и по существу есть не что иное, как евангельское учение, известное на Западе под именем баптизма».

### Истоки мирового баптизма
По мнению Павлова, история мирового баптизма начинается с Иоанна Крестителя и самого Иисуса Христа: «Со времён апостольских до Реформации» на фоне официальной Церковной организации существовали отдельные общины, которые «одни поклонялись и служили Богу по велениям своей совести и сохраняли своё евангельское учение почти в первобытной его чистоте».
«И хотя при тусклом неверном свете последующих веков ужаса и испорченности мы не всегда можем открыть их след или с полною уверенностью указать на их присутствие, однако мы чувствуем несомненную уверенность в их всегдашнем существовании» — утверждает Павлов.
Преемственность же баптизма к Церкви первых веков определяется не цепочкой рукоположений служителей, а «преемством духа, учения и жизни апостолов».

### Причины появления русского баптизма
Как отмечал Павлов, «исторические обстоятельства сложились неблагоприятно для духовного развития народа: междоусобия удельных князей, татарское иго, крепостное иго, всё это не позволяло ему сознательно отнестись к религии, и в своей массе он доныне знаком лишь с внешнею стороною религии: обрядами, постами и прочее.
Лишь с освобождением крестьян от крепостной зависимости начинается, с семидесятых годов прошлого столетия, пробуждение религиозного сознания русского народа, которое выразилось в движении, получившем название „штундизма“».
По его мнению, «почва для восприятия евангельского движения, окрещённого названием штундизма, который представляет собой не что иное, как попытку возвратиться к первобытному христианству, была подготовлена тремя факторами: освобождением крестьян от ига крепостничества, распространением Слова Божия и увеличением грамотности в народе. Неграмотный не мог читать Библии, следовательно, не мог и проверить учения господствующей церкви, сличив его с учением Нового Завета. Несвободный человек не мог без великих жертв исповедовать свою веру, которая не согласовалась с учением церкви, поэтому всякие новшества и реформаторские попытки подавлялись жестоко властью помещиков.
Только с получением свободы личности и усвоением грамотности наш крестьянин начал читать Библию и стал замечать несоответствие окружающей его действительности с учением Христа. Отсюда желание устроить свою жизнь на евангельских началах, и таким образом явился штундизм».

### Оглавление
- Введение
- I. Начало истории баптистов
- II. Ранние секты
- III. Швейцарские баптисты
- IV. Валлийские баптисты
- V. Голландские баптисты
- VI. Английские баптисты
- VII. Германские баптисты
- VIII. Новейшие баптисты в Германии
- IX. Русские баптисты
- X. Штундисты и баптисты
- XI. Баптизм на Кавказе
- XII. Распространение баптизма
- XIII. Патриотизм баптистов
- XIV. Дальнейшее распространение баптизма
- XV. Гонения
- XVI. Гирюсы
- XVII. Организация баптистских общин
- XVIII. Исповедание баптистов
- XIX. Принципы баптистов
- XX. Деятельность баптистов

## Влияние
Книга «Правда о баптистах» является первой или одной из первых работ по историографии русского баптизма. Так, в книге «История ЕХБ в СССР» утверждается, что первыми историками русско-украинского братства стали И. С. Проханов и В. Г. Павлов. Со стороны Проханова такой работа стала серия очерков, опубликованных в издаваемом им журнале «Беседа», со стороны Павлова — книга «Правда о баптистах».
До выхода в 1989 году книги «История ЕХБ в СССР» «Правда о баптистах» оставалась самым объёмным и полным конфессиональным исследованием собственной истории, что обусловило её влияние на формирование конфессиональной историографии.

## Современное издание
- Павлов В. Г. Правда о баптистах. Очерк истории, церковного устройства и принципов баптистских общин. — Альманах по истории русского баптизма. — СПб.: «Библия для всех», «Протестант», 2006. — ISBN 5-7454-0380-2.
- Текст книги в Интернете Архивная копия от 19 июля 2017 на Wayback Machine.